# Wahlkreis Nottingham Central
Der Wahlkreis Nottingham Central war von 1918 bis 1974 ein Wahlkreis (englisch constituency) für die Wahl eines Abgeordneten des britischen Unterhauses (House of Commons).

## Ergebnisse (seit 1945)

### Parlamentswahl 1945
| Kandidaten           | Kandidaten          | Parteien           | Stimmen | %    |
| -------------------- | ------------------- | ------------------ | ------- | ---- |
|                      | Geoffrey de Freitas | Labour Party       | 13.681  | 48,4 |
|                      | Frederick Sykes     | Conservative Party | 10.947  | 38,7 |
|                      | D Craven Griffiths  | Liberal Party      | 3.644   | 12,9 |
| Gesamt               | Gesamt              | Gesamt             | 28.272  | 100  |
|                      |                     |                    |         |      |
| Quelle: UK Parlament |                     |                    |         |      |

### Parlamentswahl 1950
| Kandidaten           | Kandidaten               | Parteien           | Stimmen | %    |
| -------------------- | ------------------------ | ------------------ | ------- | ---- |
|                      | Ian Winterbottom         | Labour Party       | 19.237  | 46,3 |
|                      | Robert Cary              | Conservative Party | 17.487  | 42,1 |
|                      | John Michael Glyn-Barton | Liberal Party      | 4.814   | 11,6 |
| Gesamt               | Gesamt                   | Gesamt             | 41.538  | 100  |
|                      |                          |                    |         |      |
| Quelle: UK Parlament |                          |                    |         |      |

### Parlamentswahl 1951
| Kandidaten           | Kandidaten        | Parteien           | Stimmen | %    |
| -------------------- | ----------------- | ------------------ | ------- | ---- |
|                      | Ian Winterbottom  | Labour Party       | 20.517  | 50,2 |
|                      | J Anthony H Crean | Conservative Party | 20.378  | 49,8 |
| Gesamt               | Gesamt            | Gesamt             | 40.895  | 100  |
|                      |                   |                    |         |      |
| Quelle: UK Parlament |                   |                    |         |      |

### Parlamentswahl 1955
| Kandidaten           | Kandidaten       | Parteien           | Stimmen | %    |
| -------------------- | ---------------- | ------------------ | ------- | ---- |
|                      | John Cordeaux    | Conservative Party | 20.903  | 50,9 |
|                      | Ian Winterbottom | Labour Party       | 20.145  | 49,1 |
| Gesamt               | Gesamt           | Gesamt             | 41.048  | 100  |
|                      |                  |                    |         |      |
| Quelle: UK Parlament |                  |                    |         |      |

### Parlamentswahl 1959
| Kandidaten           | Kandidaten       | Parteien           | Stimmen | %    |
| -------------------- | ---------------- | ------------------ | ------- | ---- |
|                      | John Cordeaux    | Conservative Party | 24.004  | 52,3 |
|                      | Ian Winterbottom | Labour Party       | 21.869  | 47,7 |
| Gesamt               | Gesamt           | Gesamt             | 45.873  | 100  |
|                      |                  |                    |         |      |
| Quelle: UK Parlament |                  |                    |         |      |

### Parlamentswahl 1964
| Kandidaten           | Kandidaten    | Parteien           | Stimmen | %    |
| -------------------- | ------------- | ------------------ | ------- | ---- |
|                      | Jack Dunnett  | Labour Party       | 21.040  | 52,7 |
|                      | John Cordeaux | Conservative Party | 18.912  | 47,3 |
| Gesamt               | Gesamt        | Gesamt             | 39.952  | 100  |
|                      |               |                    |         |      |
| Quelle: UK Parlament |               |                    |         |      |

### Parlamentswahl 1966
| Kandidaten           | Kandidaten       | Parteien           | Stimmen | %    |
| -------------------- | ---------------- | ------------------ | ------- | ---- |
|                      | Jack Dunnett     | Labour Party       | 21.348  | 58,9 |
|                      | Antony EJ Mitton | Conservative Party | 14.922  | 41,1 |
| Gesamt               | Gesamt           | Gesamt             | 36.270  | 100  |
|                      |                  |                    |         |      |
| Quelle: UK Parlament |                  |                    |         |      |

### Parlamentswahl 1970
| Kandidaten           | Kandidaten              | Parteien           | Stimmen | %    |
| -------------------- | ----------------------- | ------------------ | ------- | ---- |
|                      | Jack Dunnett            | Labour Party       | 17.638  | 55,6 |
|                      | Bernard Brook-Partridge | Conservative Party | 14.079  | 44,4 |
| Gesamt               | Gesamt                  | Gesamt             | 31.717  | 100  |
|                      |                         |                    |         |      |
| Quelle: UK Parlament |                         |                    |         |      |